# Lithium-Eisenphosphat-Akkumulator

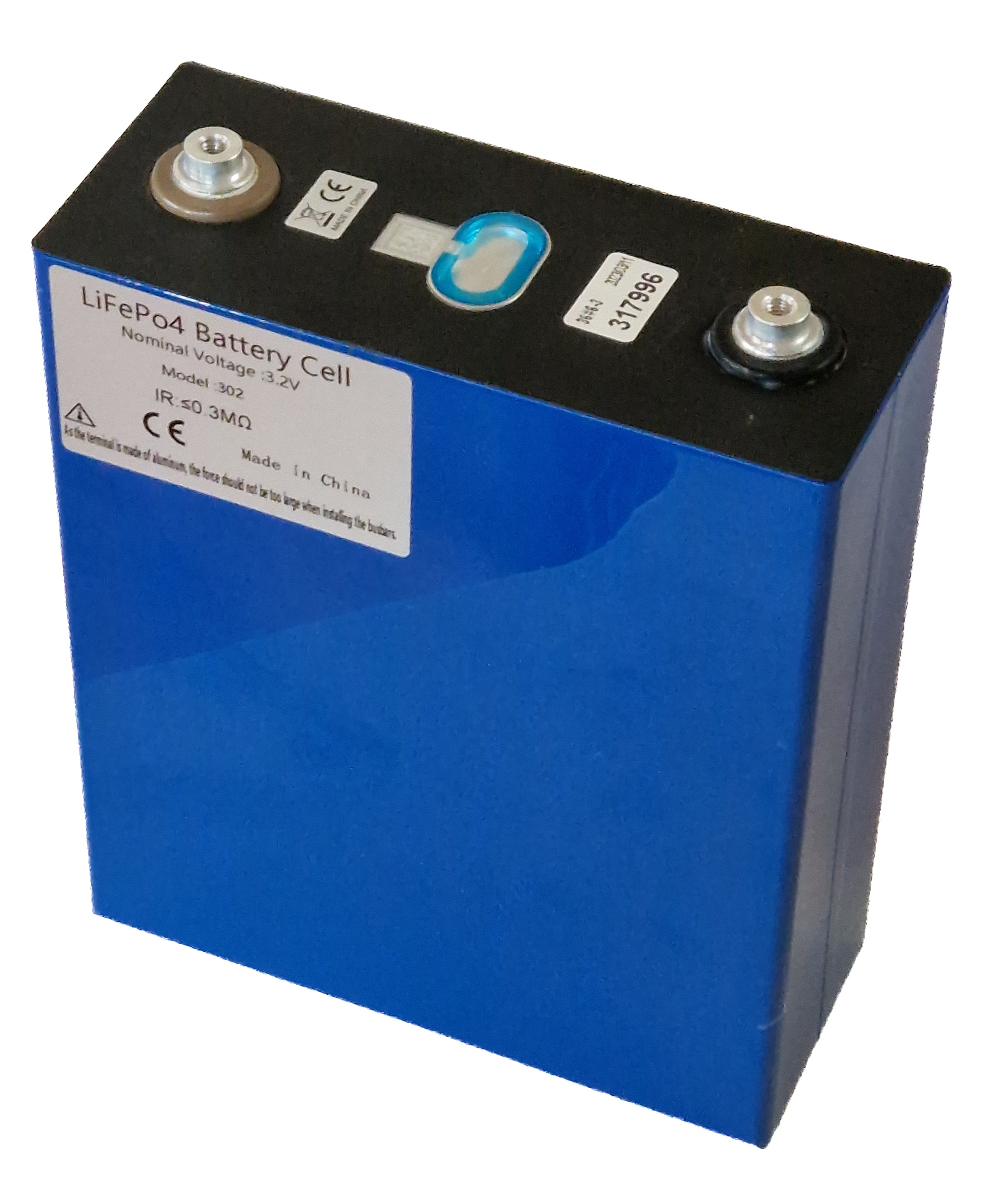
Lithium-Eisen-Phosphat-Zelle (LiFePO_{4}) mit einer Kapazität von 302 Ah

Der Lithium-Eisenphosphat-Akkumulator (Lithium-Ferrophosphat-Akkumulator, LFP-Akku) ist eine Ausführung eines Lithium-Ionen-Akkumulators mit einer Zellenspannung von 3,2 V bis 3,3 V. Die positive Elektrode besteht aus Lithium-Eisenphosphat (LiFePO4) anstelle von herkömmlichem Lithium-Cobalt(III)-oxid (LiCoO2). Die negative Elektrode besteht aus Graphit mit eingelagertem Lithium. Ein solcher Akkumulator hat gegenüber dem herkömmlichen eine geringere Energiedichte, neigt aber nicht zu thermischem Durchgehen, da der Sauerstofflieferant von Lithium-Cobalt(III)-oxid fehlt. Allerdings können bei Überhitzung, beispielsweise zufolge mechanischer Beschädigungen, brennbare Gase aus dem Akkumulator austreten, die mit einer externen Flamme an Luft entzündbar sind.

## Entwicklung und Funktion
LiFePO4 wurde erstmals 1997 als Material für einen Lithium-Ionen-Akku vorgeschlagen. Es ersetzt das beim herkömmlichen Lithium-Akku eingesetzte Lithium-Cobalt(III)-oxid. Frühe LiFePO4-Elektroden litten unter geringer elektrischer Leitfähigkeit für Ionen und Elektronen, welche die Leistungsdichte hemmten. Die Leitfähigkeit konnte durch den Einsatz von LiFePO4-Nanoteilchen und die Beschichtung mit Kohlenstoff verbessert werden. Die Dotierung des LiFePO4 beispielsweise mit Yttrium- (LiFeYPO4) oder Schwefelatomen verbessert die technischen Eigenschaften ebenfalls.
Im Gegensatz zu herkömmlichen Lithium-Ionen-Zellen mit Lithium-Cobalt(III)-oxid (LiCoO2) wird bei Lade- und Endladezyklen bei Nebenreaktionen kein Sauerstoff freigesetzt. Dieser kann bei Lithium-Ionen-Akkumulatoren mit Lithium-Cobaltoxid-Elektroden zum thermischen Durchgehen führen, was unter ungünstigen Bedingungen zum selbstständigen Entflammen der Zelle führt und nicht vom Sauerstoffgehalt der Umgebung abhängig ist.
Im Vergleich zu den konventionellen Elektrodenmaterialien wie LiCoO2 wird im Lithium-Eisenphosphat-Akku der gesamte Lithiumanteil genutzt. Bei Akkus mit LiCoO2-Elektrode wird nur 50–60 % des Lithiums verwendet, da sonst die Schichtstruktur instabil würde. Bei Verwendung von Li2Mn2O4-Elektroden kann nur 50 % des vorhandenen Lithiums genutzt werden, der Rest ist fest im Kristall eingebaut.
Der Masseanteil von Lithium in LiFePO4 beträgt ca. 4,5 % Gewichtsprozent. Für einen Akkumulator mit einem Energieinhalt von 1000 Wh werden beim Lithium-Eisen-Phosphat-Akku nur ca. 11,3 mol (≈ 80 g) Lithium benötigt, gegenüber ca. 20 mol bzw. 140 g beim Lithium-Cobalt- oder Lithium-Mangan-Akkumulator. Die Energiedichte von Lithium-Eisen-Phosphat-Akkumulatoren erreicht 210 Wh/kg. 2015 lag sie noch bei etwa 140 Wh/kg.
LiFePO4-Akkumulatoren kennen keinen Memory-Effekt wie beispielsweise der Nickel-Cadmium-Akkumulator. Eine so bezeichnete Anomalie während der Entladung ist sehr klein und im normalen Betrieb unbedeutend. LiFePO4-Zellen können jederzeit zwischengelagert, entladen und geladen werden. Nur im vollständig geladenen und nahezu entladenen Zustand sind längere Lagerzeiten der Lebenserwartung abträglich.

### Renaissance
Die Lithium-Ionen-Akkumulatoren mit NMC-Kathodenmaterial waren bei Elektroautos des 21. Jahrhunderts lange führend, da sie eine vergleichsweise hohe Energiedichte aufweisen. Lithium-Eisenphosphat als Kathodenmaterial war ein Nischenprodukt, wenn die Batterie klein konzipiert wurde.
In den 2020er-Jahren wurden bedeutende Fortschritte mit Lithium-Eisenphosphat-Akkumulatoren bekannt. Insbesondere für den Bereich der Automobiltechnik wurden Entwicklungen voran getrieben und zur Anwendungsreife gebracht. So erreicht man 2020 auf Zell-Ebene 200 Wh/kg, 2021 auf Zell-Ebene 210 Wh/kg, und kündigte für 2023 dann 230 Wh/kg bis 260 Wh/kg an. Mit dem Übergang zu Cell-to-Pack ab 2022 erhöhte sich auch die relative Energiedichte. Schon Ende 2022 lag der Anteil der LFP-Zellen bei Elektroautos bei 31 Prozent. Manganreiche LFP-Varianten, siehe LMFP, steigern nochmal die Zellspannung und damit die Energiedichte, die ab 2023 am Markt verfügbar wurden. 2023 waren die LFP im Durchschnitt 32 Prozent günstiger als die NMC Akkumulatoren.

## Eigenschaften

### Spannungsbereich der Zelle

Spannungsverlauf bei Ladung und Entladung an einer LiFePO_{4}-Zelle. Typisch die über einen weiten Ladungsbereich kaum veränderliche Zellspannung

Die genauen Spannungen differieren leicht zwischen den Zelltypen und Herstellern, im Anwendungsfall sind sie dem jeweiligen Datenblatt zu entnehmen. Die Ladeschlussspannung liegt in der Regel bei 3,6–3,65 V. Die Schutzschaltungen gegen Überladung sprechen meist bei 3,8 V an.
Die Entladeschlussspannungen sind je nach Typ verschieden und liegen meist bei 2,0 V, bei manchen Typen auch knapp darüber im Bereich um 2,5 V. Im Bereich der Ladung von 10 % bis 90 % zeigen die Zellen sowohl bei Aufladung als auch bei Entladung nur eine geringe Veränderung der Zellspannung, wie im nebenstehenden Diagramm mit der Zellspannung als Funktion der Ladung für eine LiFePO4-Zelle mit einer Nennkapazität von 2,3 Ah dargestellt. Im Bereich des Entladeschlusses, im Diagramm das Ende im Verlauf der roten Linie im rechten Bildbereich, und im Bereich des Ladeschlusses, im Diagramm das Ende im Verlauf der grünen Linie im rechten Bildbereich, ist eine starke Spannungsreduktion (bei Entladung) bzw. ein starker Spannungsanstieg (bei Aufladung) vorhanden. Leicht reduzierte Ladeschlussspannungen (3,4–3,5 V) und verringerte Entladetiefen wirken sich positiv auf die nutzbare Zyklenanzahl und damit die Lebensdauer aus.

### Bauformen
Es gibt nur wenige genormte Bauformen. Grundsätzlich lassen sich Rundzellen und Flachzellen unterscheiden.
- Rundzellen werden vor allem mit Ladekapazitäten bis zum unteren zweistelligem Amperestunden-Bereich angeboten. Es finden sich darunter auch Bauformen, die inoffiziellen Industriestandards für Rundzellenabmessungen entsprechen und Gerätebatterien ähneln. Es werden beispielsweise öfter Akkus der Typen 18650 und 26650 benutzt, deren Typbezeichnung die ungefähre Größe widerspiegelt, so bedeutet 18650 ca. 18 mm Durchmesser und 65 mm Länge, 26650 ist etwa 26 mm im Durchmesser und ungefähr 65 mm lang. Außerdem existieren auch Zellen des Typs 38140, diese sind 38 mm im Durchmesser und ca. 140 mm lang. Das Gewicht beträgt um die 400 Gramm pro Zelle und hat eine M6-Verschraubung an den Polen. Benutzt werden diese Zellen vorwiegend in der Industrie.
- Flachzellen sind für fast alle Kapazitätsgrößen verfügbar. Sie werden in Form von Folienzellen und quaderförmigen Zellblöcken vertrieben.
  - Erstere werden in Form von flachen mit Folie ummantelten Zellen produziert und auch als Folienzellen bezeichnet. Diese Bauform ist jedoch nur ein mit Sorgfalt zu behandelndes Zwischenprodukt zur Konfektionierung von Akkupacks oder zum direkten Einbau in ein Gehäuse. Baugrößen reichen vom mAh-Bereich bis in den zweistelligen Ah-Bereich.
  - Die häufig als Einzelzellen bezeichneten großen Quaderformen mit Kunststoffgehäuse und Schraubanschlüssen (Bereich ca. 20–1000 Ah) bestehen aus mehreren, in einem gemeinsamen Gehäuse parallel zusammengefassten Folienzellen. Sie sind so wesentlich einfacher zu handhaben als reine Folienzellen, jedoch gibt es auch hier keine genormten Abmessungen oder Rastermaße.

### Anomalie in der Ladespannungskurve
Im Verlauf der Ladespannungskurven von LiFePO4-Akkumulatoren können kleine Verschiebungen zu höheren Spannungen auftreten, deren Position vom vorherigen Ladezustand abhängt. Dieser Effekt von kleinen Abweichungen im Spannungsverlauf um wenige Millivolt im Vergleich zum vollständigen Laden und Entladen wurde wegen der Abhängigkeit von der Vorgeschichte von den Entdeckern als „Memory-Effekt“ bezeichnet. Der Effekt ist durch den Phasenübergang einzelner Partikel des Aktivmaterials bedingt und tritt nach bisherigen Erkenntnissen ausschließlich bei LiFePO4-Elektroden und ähnlichen Olivingruppen auf. Dieser sogenannte „Memory-Effekt“ ist nicht mit dem bekannten Memory-Effekt bei NiCd- und NiMH-Akkumulatoren vergleichbar. Er kann ab der ersten Entladung auftreten, ist zeitlich begrenzt und durch Aufladen des Akkus umkehrbar. Leistungsfähigkeit und Lebensdauer des Akkumulators werden durch die Anomalie nicht direkt beeinträchtigt, allerdings könnte der Effekt dazu führen, dass eine ausschließlich auf Spannungsmessungen beruhende Ladestandsanzeige verfälscht wird.

### Vor- und Nachteile

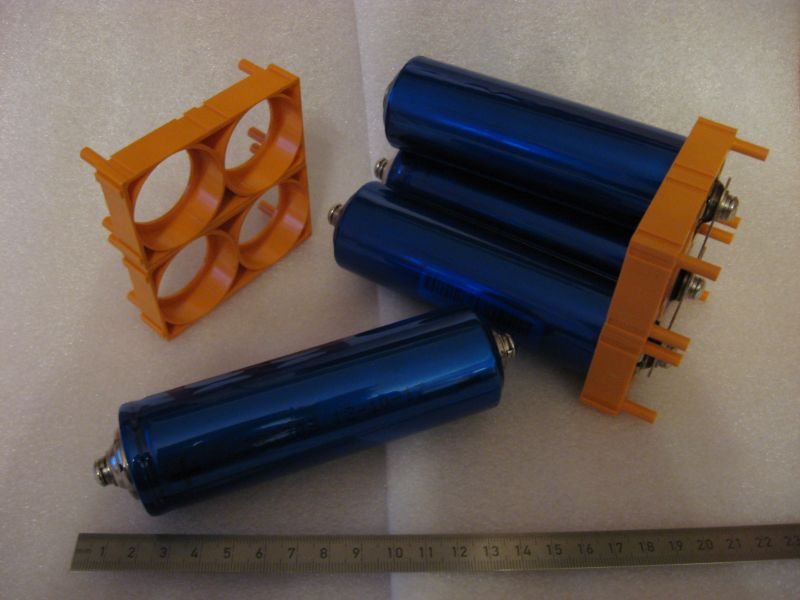
LiFePO_{4}-Rundzellen und Verbinder für individuelle Akkupacks (9-Ah-Version)

LiFePO4-Akkumulatoren besitzen gegenüber Bleiakkumulatoren in Bezug auf Zyklenfestigkeit, Baugröße, Kapazität und Gewicht deutliche Vorteile, Nachteil ist der höhere Anschaffungspreis von LiFePO4-Akkumulatoren im Vergleich zu elektrisch gleichwertigen Lösungen mit Bleiakkus. Hinzu kommen die Balancer, welche bei Bleiakkus nicht nötig sind.
Die folgende Liste bezieht sich insbesondere auf die Unterschiede zu den verbreiteten Lithium-Cobalt(III)-oxid (LiCoO2)-Zellen.

#### Vorteile
- Hohe Ladeströme möglich (0,5 C – 4,5 C),[15][19] Impulsladeströme bis 6 C (10 s)[14][15] (die Laderate C gibt an, wie viel Ampere im Vergleich zur Akkukapazität fließen; z. B. wären 2 C bei einem 50-Ah-Akku ein Strom von 100 A).
- Teilweise hohe Leistungsdichte, mit Dauerströmen von 20 C und Impulsbelastbarkeit bis zu 50 C.[20]
- Hohe Zyklenfestigkeit: I) Sony Fortelion: 74 % Restkapazität nach 8.000 Zyklen mit 100 % Entladungsgrad (DoD)[21] II) noch 80 % ursprüngliche Kapazität (nominal capacity, NC) nach 1000 Zyklen und 60 % Kapazität nach 2000 Zyklen[14]. Erzielt wurden ebenfalls in zylindrischen (18650) Zellen >85 % Restkapazität nach 10.000 Zyklen mit 100 % DoD[22]. Andere Hersteller geben mehr als 5000 Zyklen bei jeweiliger Entladung auf 70 %[23] (Depth of Discharge, DoD) an und 10.000 Zyklen bei minimaler Entladung auf lediglich 90 %[24], dadurch lange Lebensdauer und günstige Betriebskosten.
- Hoher elektrischer Wirkungsgrad für einen Gesamtzyklus aus Ladung und Entladung von > 91 %[24]
- Flaches Spannungsprofil bei Ladung und Entladung
- Geringere Empfindlichkeit auf Tiefentladung
- Weiter Temperaturbereich für Lagerung (Üblicher Bereich: −15 bis +60 °C[14]). Praktische Erfahrungen zeigen, dass eine Nutzung ab ca. +10 °C aufwärts problemlos möglich ist, bei Temperaturen unter +10 °C führt eine hohe Stromentnahme über 0,5 C (Traktionsanwendung) zu stärkeren Spannungseinbrüchen, jedoch ohne merklichen Kapazitätsverlust der Batterie. Durch spezielle Zusätze wie Yttrium an der negativen Elektrode können auch größere Temperaturbereiche von −45 bis +85 °C im Betrieb erzielt werden.[15] Akkus mit erweiterten Temperaturbereich über 60 °C werden als LYP-Akkus bezeichnet und entsprechen nicht den hier im Artikel beschriebenen LFP-Akkus.[15]
- Die Selbstentladung wurde durch Dotierung verringert und ist mit ca. 3–5 % pro Monat niedrig.[15][14]
- Bessere Umweltverträglichkeit und Ressourcenschonung durch den Verzicht auf Kobalt

#### Nachteile
- Aufgrund des flachen Spannungsverlaufs wird die Bestimmung des Ladezustands erschwert.
- Wie bei allen Lithium-Ionen-Akkus sind für einen sicheren Betrieb Balancerschaltungen und Batteriemanagementsysteme notwendig, da diese Zellen nicht überladefest oder tiefentladefest sind.

### Austauschbarkeit mit anderen Akkutypen
Die Nennspannung zweier LiFePO4-Zellen in Reihe liegt mit 6,4 V in gleicher Größenordnung wie die von 6-V-Bleiakkumulatoren, welche drei Zellen in Reihe geschaltet haben. Gleiches gilt für Vielfache z. B. 12 V-Bleiakkumulatoren, welche aus einer Reihenschaltung von sechs Zellen bestehen, und durch eine Reihenschaltung von vier LiFePO4-Zellen ersetzt werden können. Daher sind LiFePO4-Akkus gut zum Austausch herkömmlicher Bleiakkumulatoren geeignet. Oft lässt sich dabei bei höherer Kapazität und Belastbarkeit Bauraum und Gewicht sparen, dem stehen die höheren Kosten von LiFePO4-Akkus in Relation zu Blei-Akkus entgegen. Schutz- und Steuerelektronik sind bei Bleiakkus selten vorhanden, da diese in weitem Bereich überladefest sind.
Allerdings wird der Ersatz anderer Lithium-Ionen-Akkutechnologien bzw. die Umstellung dieser auf LiFePO4-Akkus durch die abweichende typische Zellenspannung von 3,2–3,3 V eher erschwert (3,6 V beim Lithium-Ionen-Akku auf Kobalt-Basis, 3,7 V beim Lithium-Polymer-Akku). Bereits vorhandene Batteriemanagementsysteme, Balancer und Ladegeräte für die Anwendung bei Lithium-Ionen-Akkus auf Cobalt-Basis lassen sich nur selten auf LiFePO4-Akku umkonfigurieren. Beim Einsatz in Teslas Model 3 zeigte sich zudem Kälteempfindlichkeit.

## Hersteller
Nach chinesischen Firmenangaben hätten chinesische Unternehmen 2021 einen Marktanteil von 44 %, koreanische von 35 % und japanische 14 % gehabt. Zu den zehn führenden Herstellern von Lithiumeisenphosphatbatterien (LFP-Akkus) zählten nach dieser Quelle für das Jahr 2021 CATL, LG Chem, Panasonic, BYD, SK Innovation, Samsung SDI, CALB und Gotion High-tech. Das chinesische Unternehmen REPT Battero behauptet über sich selbst, gemessen an der Kapazität im Jahr 2023 bei Lithium-Eisenphosphat-Batterien der sechstgrößte Hersteller gewesen zu sein, und mit seinen Zellen eine volumetrische Energiedichte von 450 Wh/L zu erreichen.
Die im Jahr 2012 in Insolvenz gegangene und danach neu aufgestellte A123Systems bot LFP-Akkus als Rundzellen unter dem Namen Lithium-Nanophosphat-Akku an. A123Systems beteiligte sich an der Entwicklung des seriellen Plug-in-Hybrid-Sportwagens Fisker Karma von Fisker Automotive.
EAS Batteries (früher GAIA Akkumulatorenwerke GmbH) im thüringischen Nordhausen fertigt zylinderförmige Zellen mit 18 Ah und 38 Ah in LFP-(Eisen-Phosphat)-Technologie, die zu Starterbatterien oder kundenspezifischen Traktionsbatterien konfektioniert werden.
Die Firma Winston Battery Ltd (ehem. Thunder Sky Ltd) aus China fertigt eine große Auswahl an prismatischen Akkuzellen auf der Basis von LiFePO4, vor allem mit Yttrium-Dotierung (LiFeYPO4) zur Erhöhung der Haltbarkeit und Leistungsfähigkeit.
Das chinesische Unternehmen BYD gilt als weltgrößter Hersteller von Lithium-Akkumulatoren mit einer Produktionskapazität von über 10 GWh pro Jahr. Die Tochtergesellschaft BYD Auto verbaut die Zellen in eigenen Elektrofahrzeugen sowie in stationären Stromspeichersystemen. Der BYD ebus gilt als weltweit erster Batteriebus mit Lithium-Eisenphosphat-Akkus.
Die Varta AG mit der Varta Storage GmbH ist ein führendes europäisches Unternehmen, das Energiespeichersysteme auf Basis von Lithium-Eisenphosphat-Zellen für den privaten Haushalt und für die Industrie anbietet.
Die Firma CATL beliefert Tesla seit 2020 mit Lithium-Eisenphosphat-Batterien.

### LMFP
Die LMFP – Lithium-Mangan-Eisenphosphat-Akkumulator – sind eine Variante der LFP, die die vorhandene Gitterstruktur des Eisenphosphats benutzen, es aber mit Mangan anreichern. Damit kann man die Kapazität um etwa 15 % erhöhen und die Zyklenfestigkeit verbessern. Die meisten Patente beziehen sich auf manganreiche Materialien (Mangan zu Eisenphosphat zwischen 9:1 und 6:4). Manganreiche Materialien leiden aber unter Mangan-Auflösung im Elektrolyten, sodass der Akku schneller altert.
Für eine höhere Stabilität des Materials ist es besser, sich nahe der Hälfte zu bewegen, während mehr Mangan die Zellspannung erhöht und damit die Energiedichte verbessert. Mangan hat jedoch eine geringere Leitfähigkeit als das zugrundeliegende Lithium-Eisenphosphat, sodass mehr Graphit beigemengt wird, das sich um das Granulat legt. Dies erzeugt jedoch eine Brüchigkeit, die vom Jahn-Teller-Effekt des Mangans verstärkt wird und zu einer geringen Zyklenfestigkeit des Materials im Vergleich zu LFP führt. Technologisch hat man diese Problematik weitgehend gelöst, insbesondere hilft eine Dotierung mit Magnesium, Aluminium und Zink dabei, die Kristallstruktur zu stabilisieren. Die aktuelle Forschung konzentriert sich darauf, statt Lithium-Eisenphosphat ein Lithium-Mangan-Pulver als Grundlage zu verwenden (wie beim Lithium-Mangan-Akkumulator). Man erwartet dadurch verringerte Kosten der LMFP-Produktion. Diese sind durch die komplexe Kristallstruktur und durch die Dotierungsprozesse anfänglich höher als bei LFP-Zellen.
BYD kündigte 2014 an, ab 2015 LMFP-Akkus in Fahrzeuge einzubauen. Die chinesische Regierung bremste jedoch indirekt die Entwicklung, da ein neues Subventionsprogramm ab 2017 nur Batterien mit hoher Energiedichte förderte. In den folgenden Jahren dominierten NMC den chinesischen Markt, bis das Programm reduziert wurde und 2023 auslief. CATL kündigte im Juli 2022 an, ab 2023 Tesla mit einer LMFP-Variante zu beliefern, wobei CATLs M3P neben Mangan auch Zink und Aluminium zur Dotierung verwenden.

Im August 2023 stellte CATL eine Weiterentwicklung der M3P unter dem Namen Shenxing vor, die das Laden mit 4 C erlaubt. Der Akku Shenxing soll ab dem ersten Quartal 2024 für chinesische Fahrzeughersteller zur Verfügung stehen. Eine europäische Produktion wird vorbereitet. Die Schnellladefähigkeit soll sich durch Verbesserung des Kathodenmaterials ergeben haben, das „nano-kristallin“ aufgebaut ist, was die Beweglichkeit der Ionen verbessert. Auf der Anodenseite wurde die zweite Generation der „Ion Ring“-Technologie eingesetzt, das eine poröse Beschichtung des Graphits ist und hier die Leitfähigkeit verbessert. Im April 2024 wurde die Verbesserung „Shenxing Plus“ vorgestellt, die mit einem „3D honeycomb-shaped“ porösem Material auf der Anodenseite die Energiedichte nochmals steigert, nun mit 205 Wh/kg auf Packebene, wobei eine neue „module-free CTP 3.0 technology“ für die Batterien eingesetzt wird.
Gotion High-Tech begann ebenfalls 2014 mit der Forschung an LMFP  und stellte im Mai 2023 die „L600 Astroinno“ als produktionsreif vor. Dabei soll dieser Typ besser sein als der „M3P“ von BYD (Zell-ebene 240 Wh/kg statt 210 Wh/kg, Pack-Ebene 190 Wh/kg statt 160 Wh/kg, Zyklenfestigkeit 4000 statt 2000). Bei Gotion ist Volkswagen größter Einzelaktionär, die bei Salzgitter zusammen eine neue Fabrik bis 2025 bauen. Gotion hat 2023 in Göttingen eine Fabrik übernommen und in Marokko mit der Errichtung einer weiteren Fabrik begonnen, um Europa zu beliefern. Für China werden die Fabriken in Liuzhou und Hefei zu Ende 2023 und Anfang 2024 in Betrieb gehen.
BYD stellte im März 2025 eine neue Generation seiner Blade-Batterie vor, welches ein LFP Akku ist. Dieser Akku kann mit einer Laderate von 10C geladen werden. Der neue Akku wird in die Autos BYD Tang L und BYD Han L eingebaut.
Im April 2025 stellte CATL, der weiltweit größte Akkuproduzent, die 2. Generation der Shenxing Batterie vor. Der LFP-Akku hat eine Laderate von 12C, d. h. der Akku kann theoretisch in fünf Minuten geladen werden. Die maximale Ladeleistung liegt bei über 1,3 MW. Bei −10 Grad Celsius soll der Akku noch in 15 Minuten von 5 auf 80 Prozent laden.

## Anwendungen

### Elektrofahrzeug
LFP-Akkus kommen häufig in batterieelektrischen Fahrzeugen zum Einsatz wie etwa in Elektroautos, Batteriebussen und Elektrolastkraftwagen.

### Batteriespeicherkraftwerke
Bei der Speicherung von beispielsweise regenerativer Energie werden auch LFP-Akkus eingesetzt. Aufgrund der hohen Zuverlässigkeit hat der Lithium-Eisenphosphat-Akkumulator bei neuen stationären Speichern zur Netzstabilisierung eine herausragende Stellung: gemessen an der Leistung in MW aller 2014 geplanten Li-Ionen-Speicherkraftwerke basierten 39 % davon auf Lithiumeisenphosphat. 40 MWh werden in einem Batteriespeicherkraftwerk in Shenzhen eingesetzt.

### Elektrowerkzeuge und RC-Modellbau
Weitere Anwendungsfelder sind Elektrowerkzeuge und der 100-Dollar-Laptop. Auch im RC-Modellbau werden LiFePO4-Akkus eingesetzt, da sie innerhalb von 15–20 Minuten wieder vollständig aufgeladen werden können und eine höhere Zyklenfestigkeit besitzen. Gewöhnliche Lithium-Polymer-Akkus benötigen oft über eine Stunde Ladezeit, wenn man keine Einbußen bei der Lebensdauer in Kauf nehmen möchte.

### Starterakkus
Weitere Anwendungen sind Starterakkus bei Verbrennungsmotoren, wo prismatische Lithium-Eisenphosphat-Blöcke oder konfektionierte Rundzellen eingesetzt werden. Porsche bot 2010 als erster Automobilhersteller gegen Aufpreis ab Werk eine LiFePO4-Starterbatterie an.

### Sonstiges
Große Zellblöcke bis 30.000 Ah werden in U-Booten verwendet. Eine weitere Anwendung sind unterbrechungsfreie Stromversorgungen.

## Preisentwicklung
Im Juli 2024 hat Bloomberg New Energy eine Studie veröffentlicht, nach der die Preise für Lithium-Eisen-Phosphat-Akkumulatoren in China innerhalb der letzten zwölf Monate um 51 Prozent auf 53 USD pro kWh gefallen sind. Ein Jahr zuvor lag der weltweite Durchschnittspreis laut Bloomberg bei 95 USD pro kWh. Ein Grund dafür seien die stark gefallenen Rohstoffpreise. Ein zweiter Grund seien Überkapazitäten in der Produktion. Ein weiterer Grund sei, dass die Technologie sowie die Herstellungsprozesse deutlich verbessert wurden. Dieser Preisverfall hätte zur Folge, dass nunmehr Elektroautos günstiger seien als Autos mit Verbrennungsmotor z. B. in China, dem weltweit größten Automarkt. Bereits 2/3 der Elektroautos in China seien günstiger als vergleichbare Autos mit Verbrennungsmotor. Es würde jedoch noch etwas dauern, bis diese Preise außerhalb von China angekommen seien.

## Einflüsse auf Lebensdauer und Wirtschaftlichkeit
Je nach Anwendung werden die Lithium-Eisenphosphat-Akkumulatoren auf hohe Energiedichte zur Speicherung großer Energiemengen, bspw. als Traktionsbatterie für rein elektrische Fahrzeuge oder auf die Abgabe hoher Ströme, bspw. für Pufferbatterien in hybridelektrischen Fahrzeugen oder als Starterbatterien optimiert. Lithium-Eisenphosphat-Akkumulatoren besitzen bei entsprechender Auslegung und Betriebsweise die Voraussetzung, ein ganzes Fahrzeugleben ohne Austausch zu funktionieren. Um die Wirtschaftlichkeit und Lebensdauer zu erhöhen, lassen sich verschiedene Faktoren gezielt beeinflussen:
- Obwohl eine höhere Temperatur generell die Beweglichkeit der Elektronen und den Ablauf der chemischen Prozesse positiv beeinflusst (Stromfestigkeit), erhöht sie bei LiFePO4-Akkumulatoren auch die Bildung von Oberflächenschichten auf den Elektroden und damit die Alterung bzw. den schleichenden Kapazitätsverlust und die Verringerung der Strombelastbarkeit. Da dies vor allem oberhalb etwa 40 °C zutrifft, ist der Temperatureinfluss praktisch meist geringer als der anderer Faktoren und betrifft vor allem Zellen, die sich durch zyklische und dauerhaft hohe Belastung selbst immer weiter erwärmen.[59] Bei Untersuchungen wurde festgestellt, dass die Alterung die Leistungsfähigkeit und Einsetzbarkeit vor allem bei tiefen Temperaturen überproportional verschlechtert.[60] Eine Untersuchung, bei der Zellen bei 50 °C gealtert und dann bei verschiedenen Temperaturen vermessen wurden, fasst die Ergebnisse wie folgt zusammen:

“Capacity fade after 600 cycles is 14.3 % at 45 °C and 25.8 % at −10 °C. The discharge pulse power capability (PPC discharge) at 45 °C does not decrease with cycling (namely,there is little power fade) from 0 to 600 cycles, whereas the power fade after 600 cycles is 61.6 % and 77.2 %, respectively, at 0 and −10 °C. The capacity and power fade evidently becomes more severe at lower temperature due to greatly increasing cell resistance. In particular, the power fade at low temperatures (e.g., 0 and −10 °C) rather than capacity loss is a major limitation of the LiFePO4 cell.”

„Die Kapazitätsabnahme nach 600 Zyklen beträgt 14,3 % bei 45 °C und 25,8 % bei −10 °C. Es gibt nur eine geringe Abnahme der Strombelastbarkeit bei 45 °C nach 600 Zyklen, während die Leistungsabnahme nach 600 Zyklen 61,6 % und 77,2 % bei 0 und −10 °C beträgt. Kapazität und Strombelastbarkeit lassen bei niedrigen Temperaturen stärker nach. Insbesondere die Abnahme der Strombelastbarkeit bei tiefen Temperaturen (z. B. 0 und −10 °C) ist eine größere Einschränkung der LiFePO4 Zelle.“

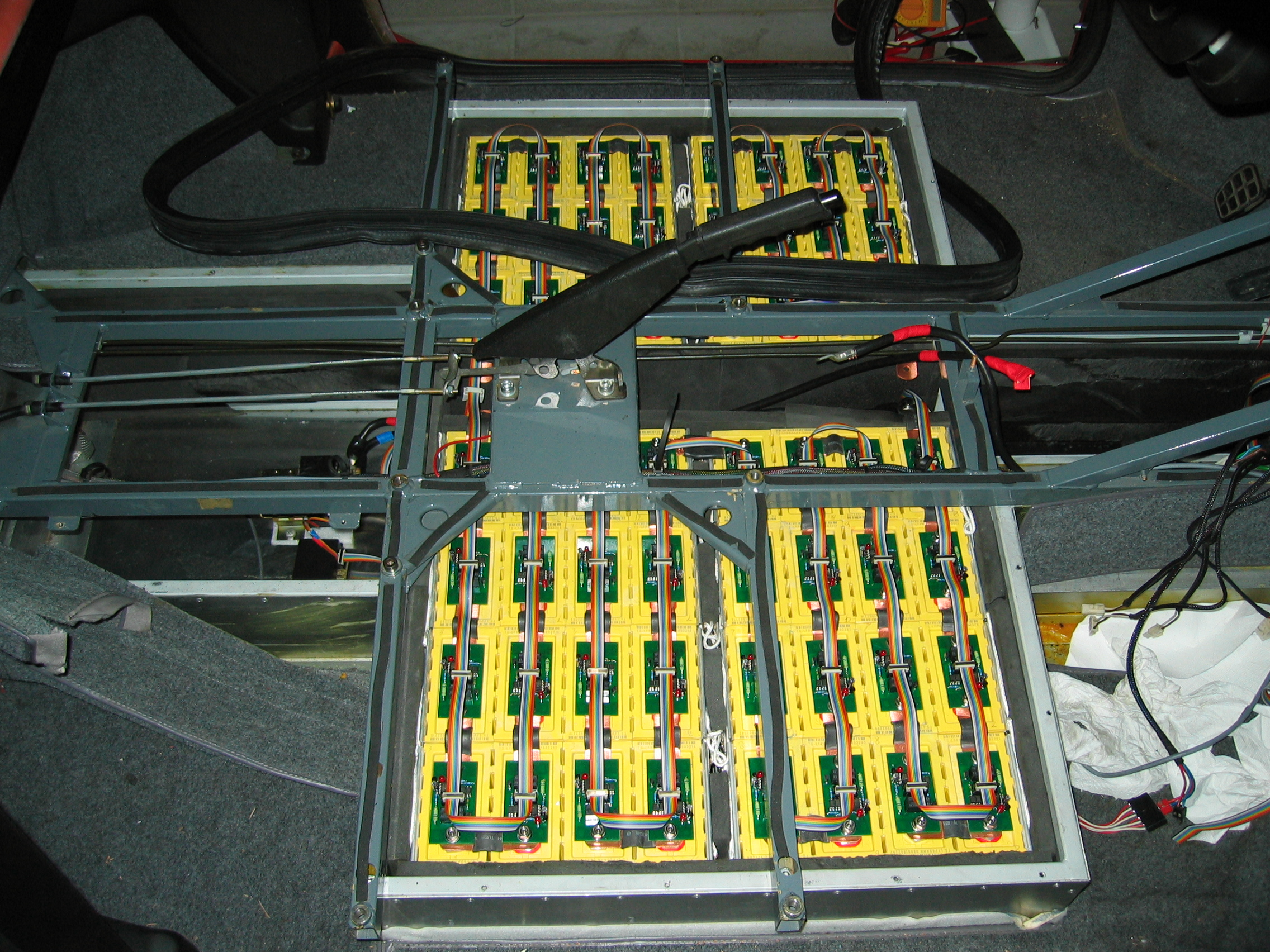
56 Lithium-Eisenphosphat-Akkuzellen Winston Battery / Thunder Sky LPF60AH mit BMS als Antriebsbatterie in einem Hotzenblitz Elektroauto

- Die regelmäßig genutzte Entladetiefe hat einen großen Einfluss auf die zyklische Lebensdauer. Bei tiefem Spannungsniveau setzen irreversible Prozesse in den Zellen ein. Auch eine Lagerung in entladenem Zustand ist daher schädlich. Geringe Entladetiefen vervielfachen die erreichbare Zyklenzahl, den möglichen Energieumsatz und erhöhen damit die Lebensdauer gegenüber einem Betrieb mit Vollzyklen. Die untere Spannungsgrenze wird dabei in der Regel durch das Batteriemanagementsystem mit Begrenzung der entnehmbaren Leistung und Abschaltung überwacht, allerdings oft auf einem recht tiefen Spannungsniveau, um hohe entnehmbare Energiemengen zu ermöglichen. Der Hersteller Winston empfiehlt die Kapazität einer Traktionsbatterie so auszulegen, dass regelmäßig nur eine Entladung von weniger als 70 % erforderlich ist.[15][59]
- Auch im Bereich der vom Hersteller angegebenen oberen Spannungsgrenze der Zellen setzen irreversible chemische Prozesse ein, die auf Dauer eine Kapazitätsabnahme und damit Zellverschleiß nach sich ziehen. Eine Überladung über diese Spannungsgrenze schädigt die Zelle irreversibel. Die obere Ladespannung wird in aktuellen Anwendungen beim Ausbalancieren oft hoch angesetzt, da sich so die Ladezustände der Einzelzellen besser ermitteln und die gesamte Kapazität ausnutzen lassen, zu Lasten der Lebensdauer. Auch bei Balancern mit zu geringen Balancierströmen werden oft Spannungen im obersten Betriebsbereich der Zellen erreicht. Erhaltungs- oder Dauerladen mit konstanter Spannung mit der oberen Spannungsgrenze ist aufgrund der geringen Selbstentladung nicht notwendig und der Lebensdauer abträglich. Nach Erreichen des Vollladekriteriums wird daher die Abschaltung des Ladestroms empfohlen.
- Die Strombelastung sollte möglichst gleichmäßig erfolgen, extreme Strombelastungsspitzen (vor allem bei kleiner dimensionierten Batterien bspw. in Hybridfahrzeugen) erhöhen den Verschleiß. Die Grenzangaben der Hersteller verstehen sich als technische Maximalwerte, die der Akku leisten kann, deren regelmäßige Ausnutzung jedoch die Lebensdauer verkürzt. Dabei geht es weniger um die Ströme der Bordladegeräte, die meist in ihrer Leistungsfähigkeit begrenzt sind, sondern eher um extreme Stromspitzen beispielsweise bei der Beschleunigung, aber auch durch Rekuperation oder Schnellladeverfahren mit Strömen > 1 C beispielsweise an der Ladeschnittstelle CHAdeMO, deren Hochstromladung daher zur Zellschonung bei etwa 80 % der Nennkapazität beendet wird.

Eine Studie aus dem Jahr 2012 zu hochstromfesten A123-Zellen in Hybrid-Anwendung führt dazu aus:

“The longest lifetime is observed for cells cycled with low peak currents and a narrow SOC range. In addition, high charge current is found to affect the cycle life profoundly. On the contrary, a moderate temperature increase did not result in a shorter cycle life.”

„Die längste Lebensdauer erreicht man für Zellen, die mit niedrigen Stromspitzen und in einem schmalen Bereich des Ladestandes genutzt werden. Darüber hinaus beeinträchtigen hohe Ladeströme die Lebensdauer sehr stark. Im Gegensatz dazu hat eine mäßige Temperaturerhöhung nicht zu einer kürzeren Lebensdauer geführt.“